# Matty
Matty község Baranya vármegyében, a Siklósi járásban.

## Fekvése
Siklóstól 7 kilométerre dél-délnyugatra fekszik, Alsószentmárton és Gordisa között, a Drávától és a horvát határtól mintegy 4 kilométerre északra, a Külső-Drávaszögben.

### Megközelítése
Csak közúton közelíthető meg, Siklós vagy Drávaszabolcs felől az 5712-es, Kistapolca-Alsószentmárton felől pedig az 5709-es úton.
Keselyőspuszta nevű településrésze, mely közvetlenül az országhatár mellett fekszik, csak az 57 123-as számú mellékúton érhető el, a településközpont felől.

## Története
A település nevét már egy 1221-ből fennmaradt oklevél is említette Moch alakban írva. 1355-ben is Moch alakban írták. A magyar lakosságú falu a török időkben gyarapodott. A falu határában található Rác rét nevű földrajzi hely arra enged következtetni, hogy a török időkben szerbek is éltek a faluban.
A 18. században már Maty néven, majd száz évvel később a mai nevén találjuk a dokumentumokban. 1785-ben 65 ház állt Mattyon, amelyben 420 fő lakott.
Az 1785-ös Széchényi Descriptióban arról írtak, hogy a mattyiak ismerték a kéményt, de a lakóépületek még középkori módon készültek. Ez a füstelvezetés a faluban annyira lassan terjedt, hogy még a 20. században is a környékbeliek Füstős Mattynak hívták a települést.
Matty határa természetvédelmi terület, ahol egy szép tó és egy madáremlékpark is található.

## Közélete

### Polgármesterei
- 1990–1994: Balogh Antal (független)[5]
- 1994–1998: Balogh Antal (MSZP)[6]
- 1998–2002: Balogh Antal (független)[7]
- 2002–2006: Balogh Antal (független)[8]
- 2006–2010: Fallerné Knopf Zita (független)[9]
- 2010–2014: Fallerné Knopf Zita (Fidesz-KDNP)[10]
- 2014–2019: Fallerné Knopf Zita (Fidesz-KDNP)[11]
- 2019–2024: Fallerné Knopf Zita (Fidesz-KDNP)[12]
- 2024– : Balogh Sándorné (független)[1]

## Népesség
A település népességének változása:
| Lakosok száma | 318  | 318  | 319  | 298  | 297  | 301  | 303  | 314  |
|               | 2013 | 2014 | 2015 | 2019 | 2021 | 2022 | 2023 | 2024 |

A defteri összeírások szerint 1554-ben 16, 1571-ben 27, 1582-ben 33 adózó család lakta a falut.
Mattyot 1840-ben 567, 1886-ban 633 református lakta.
A 2011-es népszámlálás során a lakosok 90,2%-a magyarnak, 7,7% cigánynak, 0,3% horvátnak, 2,5% németnek mondta magát (8,9% nem nyilatkozott; a kettős identitások miatt a végösszeg nagyobb lehet 100%-nál). A vallási megoszlás a következő volt: római katolikus 45,4%, református 30,4%, felekezeten kívüli 8% (15% nem nyilatkozott).
2022-ben a lakosság 85%-a vallotta magát magyarnak, 16,6% cigánynak, 4% németnek, 0,3-0,3% ukránnak, szerbnek, ruszinnak és lengyelnek, 1% egyéb, nem hazai nemzetiségűnek (13% nem nyilatkozott; a kettős identitások miatt a végösszeg nagyobb lehet 100%-nál). Vallásuk szerint 22,6% volt római katolikus, 20,3% református, 0,7% görög katolikus, 1,7% egyéb keresztény, 2,7% egyéb katolikus, 8,6% felekezeten kívüli (43,5% nem válaszolt).

## Nevezetességei
- Református temploma 1800-ban épült.

## Természeti értékei
- Horgásztó - Matty és Gordisa között húzódik  a Dráva-töltés mentett oldalán.
- Madáremlékpark